# Barbatula compressirostris
Barbatula compressirostris är en fiskart som först beskrevs av Warpachowski, 1897.  Barbatula compressirostris ingår i släktet Barbatula och familjen grönlingsfiskar. Inga underarter finns listade.